# JUICE (свемирска сонда)
Jupiter Icy Moon Explorer (у преводу „Истраживач Јупитерових ледених сателита”), или скраћено JUICE, је истраживачка свемирска сонда Европске свемирске агенције, која је тренутно у фази планирања. Сонду ће за агенцију ESA направити Ербас, а планирано је да са својих 11 инструмената истражи Јупитер, али пре свега три од четири Галилејева сателита — Европу, Калисто и Ганимед. Након неколико година у орбити око највеће планете Сунчевог система, сонда ће ући у орбиту око Ганимеда, којег ће детаљно истражити и установити да ли испод ледене површине постоји океан течне воде.
Лансирање је планирано за 2022. годину ракетом Аријана 5 са космодрома Куру у Француској Гвајани. Сонда ће до Јупитера путовати око седам и по година и ући у орбиту 2030. године. Неко време ће провести у тој орбити, а 2033. ће ући у орбиту око највећег сателита у Сунчевом систему — Ганимеда. Сонда ће бити напајана соларним панелима чија ће површина бити скоро 100 m². У изради инструмената, поред европских земаља, учествују и САД и Јапан.